# Ricardo Sternberg
Ricardo Sternberg é um escritor e acadêmico brasileiro, natural do Rio de Janeiro, mudou-se para os Estados Unidos com sua família quando tinha quinze anos. Vive no Canadá desde o final dos anos 1970.

## Biografia
Sternberg é autor de diversos livros, incluindo The Invention of Honey (Véhicule Press, 1990), Map of Dreams (Véhicule Press, 1996), Bamboo Church (McGill-Queen’s University Press, 1996), Some Dance (McGill-Queen’s University Press, 2014) e One River (Vehicule Press, 2024).
Sternberg obteve mestrado e doutorado em Literatura Comparada pela University of California, e por 36 anos lecionou literatura brasileira e portuguesa na University of Toronto, onde se aposentou recentemente. Sua longa carreira acadêmica contribuiu para a formação de uma geração de estudantes sobre as literaturas lusófonas, especialmente em contextos anglófonos.

## Contribuições Literárias
Além de sua produção literária, Sternberg traduziu diversos poetas brasileiros para o inglês, promovendo a literatura brasileira no exterior. Seu trabalho de tradução é reconhecido por sua fidelidade ao estilo original e pela capacidade de transmitir as nuances da poesia brasileira para o público de língua inglesa.
A obra de Sternberg explora temas de identidade, imigração e memória cultural, muitas vezes refletindo sobre a experiência do deslocamento e da adaptação. Seus livros são conhecidos por um estilo narrativo introspectivo, tratando questões de pertencimento e diferença cultural, que dialogam com a experiência de viver entre duas culturas.
Autor de um estudo sobre Carlos Drummond de Andrade, The Unquiet Self, e de quatro coleções de poesias publicadas por Véhicule Press e pela McGill University Press, ambas de Montreal.

## Obras
- The Invention of Honey (Véhicule Press, 1990)
- Map of Dreams (Véhicule Press, 1996)
- Bamboo Church (McGill-Queen’s University Press, 1996)
- Some Dance (McGill-Queen’s University Press, 2014)
- One River (Vehicule Press, 2024)